# Austria en los Juegos Olímpicos de Oslo 1952
Austria estuvo representada en los Juegos Olímpicos de Oslo 1952 por un total de 39 deportistas que compitieron en 7 deportes.  
El portador de la bandera en la ceremonia de apertura fue el saltador Sepp Bradl.

## Medallistas
El equipo olímpico austríaco obtuvo las siguientes medallas:
| Nombre           | Deporte            | Competición       |
| ---------------- | ------------------ | ----------------- |
| Oro              |                    |                   |
| Othmar Schneider | Esquí alpino       | Eslalon M         |
| Trude Beiser     | Esquí alpino       | Descenso F        |
| Plata            |                    |                   |
| Othmar Schneider | Esquí alpino       | Descenso M        |
| Christian Pravda | Esquí alpino       | Eslalon gigante M |
| Dagmar Rom       | Esquí alpino       | Eslalon gigante M |
| Hellmut Seibt    | Patinaje artístico | Individual M      |
| Bronce           |                    |                   |
| Christian Pravda | Esquí alpino       | Descenso M        |
| Toni Spiess      | Esquí alpino       | Eslalon gigante M |